# Cicreo
Nella mitologia greca,  Cicreo   era il nome di uno dei figli di Poseidone e della ninfa Salamina, figlia del dio del fiume Asopo.

## Il mito
Un serpente faceva flagello dell'isola di Salamina e nessuno del luogo riusciva a stanare la bestia fino a quando Cicreo riuscì a cacciarla ed ucciderla; quando il popolo vide il cadavere del mostro, decise che Cicreo dovesse diventare il re. Ebbe una figlia Cariclo ma non figli maschi; questo fu un problema per la successione ed alla fine scelse Telamone, il figlio di Eaco, suo lontano parente.

## Pareri secondari
Secondo alcuni autori in realtà il serpente era stato cresciuto e allevato dallo stesso Cicreo e alla fine fu un altro eroe, Euriloco a scacciarlo. In tale versione l'animale trovò rifugio presso uno dei templi della dea Demetra.
Per quanto riguarda il nome della figlia, secondo un'altra tradizione era Glauce che una volta sposata con Atteo ebbe un figlio, lo stesso Telamone che divenne in seguito re.

## Culto
A Salamina attribuivano grandi onori a Cicreo, si racconta che durante la battaglia navale intercorsa a Salamina il serpente sbalzò fuori dall'acqua e attaccò le navi nemiche. L'oracolo stesso di Delfi decise che quel mostro era in realtà una reincarnazione del mostro collegato all'antico eroe.

### Fonti
- Pausania libro I, 35,2, 36,1
- Pseudo-Apollodoro, Libro III -  12, 7
- Plutarco, Teseo, 10
- Tzeze, Scoli a Licofrone 110-111

### Moderna
- Luisa Biondetti, Dizionario di mitologia classica, Milano, Baldini&Castoldi, 1997, ISBN 978-88-8089-300-4.
- Pierre Grimal, Enciclopedia della mitologia 2ª edizione, Brescia, Garzanti, 2005, ISBN 88-11-50482-1. Traduzione di Pier Antonio Borgheggiani